# Cahuita
Cahuita är en ort i Costa Rica.   Den ligger i provinsen Limón, i den östra delen av landet, 140 km öster om huvudstaden San José. Cahuita ligger 7 meter över havet och antalet invånare är 646.
Terrängen runt Cahuita är platt österut, men åt sydväst är den kuperad. Havet är nära Cahuita åt nordost. Runt Cahuita är det glesbefolkat, med 11 invånare per kvadratkilometer. Det finns inga andra samhällen i närheten.